# Naboth

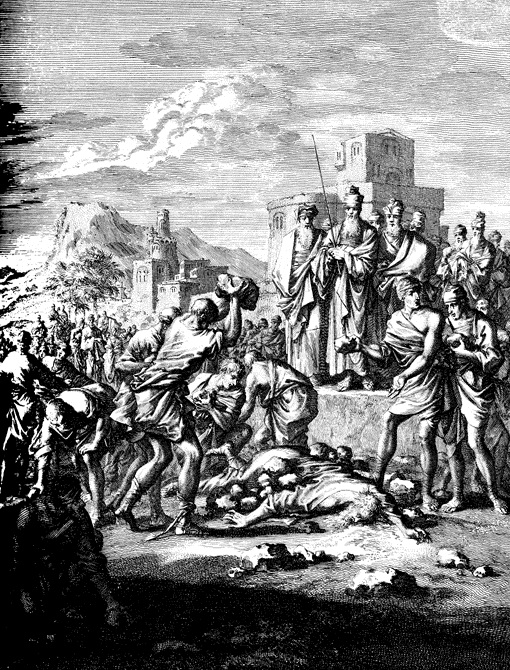
'De dood van Naboth' door Caspar Luiken, 1712.

Naboth (Hebreeuws: נבות) is een persoon uit de Bijbel. Hij woonde in Jizreël en had er een wijngaard die naast het paleis van Achab lag, de koning van Israël. Achab wilde deze wijngaard van Naboth kopen, maar Naboth ging hier niet op in. Naboth was trouw aan het gebod dat God gaf in Leviticus:
Verder mag het land niet voor altijd verkocht worden, want het land behoort Mij toe. U bent immers vreemdelingen en bijwoners bij Mij.
Achab, die een aanbidder van Baäl was en ook andere goden aanbad, voelde zich niet gebonden door dit gebod en raakte gefrustreerd. Zijn vrouw Izebel bedacht een list en liet Naboth door twee getuigen vals beschuldigen. Naboth en zijn zonen werden vervolgens gedood en Achab nam de wijngaard in bezit. Volgens het verslag liet God dit niet ongestraft. Hij zond de profeet Elia naar Achab met de woorden:
...“Dit zegt de HEER: Je hebt een moord gepleegd en je het bezit van een ander toegeëigend.” Zeg hem ook: “Dit zegt de HEER: Op de plaats waar de honden het bloed van Nabot hebben opgelikt, zullen ze ook jouw bloed oplikken.”
Toen Achab samen met Josafat, de Koning van Juda ten strijde trok tegen Gilead, werd hij door een verdwaalde pijl getroffen en stierf nog dezelfde dag. Het verslag vervolgt:
De strijdwagen werd schoongespoeld bij het waterbekken van de stad, waar de hoeren zich baadden, en de honden likten zijn bloed op zoals de HEER had voorzegd.
Ook Izebel zou gestraft worden:
...“De honden zullen Izebel opvreten onder de stadsmuur van Jizreël.”
Deze woorden werden vervuld toen Jehu haar uit het raam van het paleis liet gooien, waarop haar lijk vrijwel geheel werd opgegeten door de honden: 
Maar de mannen die haar gingen begraven vonden alleen nog haar schedel, haar voeten en haar handen.